# Copiii de la 402
Copiii de la 402 (engleză The Kids from Room 402) este un serial de desene animate pentru copii. Este ecranizarea cărții cu același nume, scrisă de Betty Paraskevas și Michael Paraskevas.
Prima apariție în SUA a fost pe cunoscutul canal TV Fox Family în anul 1999. După un timp, a fost difuzat și în Marea Britanie pe canalul TV Teletoon. În limba română, în prezent, „Copiii de la clasa 402” nu mai este difuzat.
În România, serialul este de asemenea numit Copiii din clasa 402. Perioada difuzare 2000-2009.
În România, Copiii de la 402 a fost difuzat pe Fox Kids din 1999 până în 2005, iar pe Jetix din 2005 până în 2009. A fost scos din grilă înainte ca Jetix să fie închis.

## Despre serial
Copiii de la 402 a fost realizat pe baza cărții pentru copii cu același nume. În acest serial de desene animate sunt prezentate aventurile unor copii de școală generală (elementară) și relațiile dintre aceștia. Personajele principale sunt: Nancy Francis, Jessie McCoy, Vinnie Nasta, Polly McShane.                          
Elevii clasei 402 sunt impulsivi, de cele mai multe ori fac alegeri proaste și rareori se gândesc la rezultatele alegerilor lor. Când tentația își face apariția înșelătoare, acești elevi se grăbesc să cadă în capcană. Bineînțeles că, fiind copii, atunci când problemele de zi cu zi nu mai sunt ușor rezolvabile, ele par chestiuni de viață și de moarte. Probleme simple se transformă în probleme complexe și cel mai mic detaliu este ridicat la cel mai înalt rang al comicului.
În timp ce toți elevii trec cu greu prin evenimentele fiecărei zi, învățând lecțiile vieții pe pielea lor, câteodată încearcă să se mai și ajute. Niciodată nu reușesc pe deplin, căci sunt prea prinși în propriile lor planuri și nelămuriri. Din fericire, ei sunt capabili să se întoarcă mereu în oaza clasei 402, într-o lume a haosului condusă de domnișoara Graves. Aici, în clasa 402, sub conducerea strictă, dar atentă, a domnișoarei Graves, toți copiii sunt în siguranță. În clasa 402 binele este întotdeauna răsplătit, iar răul este întotdeauna pedepsit.
Combinând stilul artistic de o calitate impecabilă cu stilul literar al Lisei Kite și al lui Cindy Begel ("Pauza", "Liderul Clasei"), Clasa 402 este un tom de povești unice, valabile pentru orice perioadă temporală, al cărui rezultat este un serial amuzant și atractiv.

## Personaje

### Elevi
- Jessie McCoy este unul dintre cele mai comice personaje. Are o personalitate jucăușă, prietenoasă, dar nu este adeptul învățatului, încercând să scape de teste și de teme tot timpul, dar este mereu prins de învățătoarea lui. Totuși, el se dovedește a fi isteț în multe împrejurări . Personajul său preferat este Domnul Space Beast, iar parcul de distracții preferat este Monster Land. Jessie este bun huprieten cu Vinnie Nasta.
- Polly McShane este o fetiță mândră de originile sale lituaniene. Ea încearcă mereu să se integreze, să își facă prieteni și este foarte pasionată de linguri. Se consideră o fată perfectă, are rezultate școlare foarte bune și citește mult dar, în același timp, îi face plăcere să pârască pe oricine greșește, fapt care explică antipatia colegilor ei față de ea. Este foarte legată de capra ei, Schnitzie, iar atunci când aceasta moare, Polly se întristează enorm. Mâncărurile ei preferate sunt: borșul, șnițelul și prăjiturelele. Lui Polly îi place să i se spună că miroase a capră. Polly a ținut și un curs de înot, unde s-a înscris și Arthur, neștiind cine îl va instrui. Ea este cea mai inteligentă din clasă obținând cel mai mare scor la testul IA.
- Arthur Kennet Van Der Wall este un băiat de origini engleze . Este un băiețel afacerist și profitor ce scoate bani din orice. De fiecare dată când i se ivește o ocazie, profită de ea și îi stoarce de bani pe toți ceilalți. Este șiret, inteligent și cinic, dar planurile lui întâmpină întotdeauna un eșec, cerand altora bani cand au nevoie de el ca intr o afacere. Totodată, este și foarte pudic, fiindu-i foarte rușine să iși schimbe hainele de față cu ceilalți colegi, într-o tabără. De asemenea, ambiția și perseverența sunt trăsături care îl caracterizează.
- Penny Grant este cea mai cuminte și populară fată din clasă. Nancy încearcǎ sǎ devinǎ prietena ei, dar rareori reușește sau este întreruptă relația de către Polly. Penny are nenumărate virtuți: își ajută prietenii, rudele și copiii nevoiași, ține la religia ei și este și sentimentală. De asemenea învață foarte bine. Melanie este singura care a refuzat să petreacă timp în compania ei.
- Nancy Francis este o fată foarte lăudăroasă cu un păr mare, portocaliu, acompaniat de niște ochelari de culoare mov. Este o fetiță rebelă, de multe ori lăudăroasă și autoritară, încercând să se facă cât mai plăcută. Cu toate că petrece mult timp încercând să fie populară are rezultate bune la învățătură, fiind printre primi din clasă. Ea încearcǎ să se apropie cât mai mult de colega sa, Penny Grant (lucru pe care, de altfel, și-l dorește oricine de la clasa 402), dar de fiecare dată e nevoită să facă sacrificii. Împreună cu Jessie, Vinnie, Polly, și chiar și Freddie, apare aproape în fiecare episod al serialului.
- Vincent (Vinnie) Nasta este "cireașa" de pe tortul clasei. El poate fi ușor de recunoscut după tricoul lui de fotbal cu numărul 10. Acestuia îi place să facă glume pe seama altora, mai ales pe seama domnului Besser sau pe seama lui Jessie (deși sunt buni prieteni). Este un tip destul de inteligent, dar nu se prea pricepe la fete. Are simțul umorului foarte dezvoltat, ca și tatăl lui de altfel. Ca să scape de teme, Vinnie predă adesea lucrările fratelui său, Tony, dar Domnișoara Graves îl prinde mereu.
- Joey Tuna este un băiat cu părul portocaliu, poartă un tricou bleu cu o dungă albastră, pantalonii sunt mov sau albastru închis. Este bun prieten cu Vinnie, dar nu și cu Jessie, pe seama căruia face, adesea, glume legate de grija exagerată a mamei sale pentru el.
- Jordan este o fată bogată de origini chineze și este prietena lui Nancy. Cu toate acestea, este o fată modestă și preferă să fie pe picior de egalitate cu celelalte fete, nedorind ca acestea să știe că este bogată, și de aceea poartă mereu o salopetă albastră peste o bluză verde. Nimeni nu știe cât este de bogată, doar Nancy. Ea pare că "citește gândurile lui Gabrielle", astfel încât, de fiecare dată cele două au cu exactitate aceleași idei. Ele nu realizează acest lucru și se acuză că își fură ideile. Totuși, sunt bune prietene.

- Freddie Fay este un băiat de culoare, care este considerat tocilarul clasei. Copiii râd adesea de el din cauza naivității sale. De obicei, Vinnie și Jessie sunt cei care îl batjocoresc cel mai mult. În schimb Domnișoara Graves îl apreciază pentru că se străduiește mult învețe bine.

- Melanie Belinkoff este fiica profesoarei Belinkoff, de la clasa a II-a. Este mereu plictisitǎ. Se recunoaște după binecunoscuta ei replică: "Miroase!". Aceasta mereu preferă să stea în casă și să vorbească la telefon cu fosta ei colegă, Gloria. Când mama acesteia încearcă să îi cumpere ceva, lui Melanie nu îi convine dintr-un motiv aparte sau pentru că pur și simplu "Miroase!". Mereu are o părere proastă atât despre colegii ei de la 402, cât și despre Domnișoara Graves. Totuși, tocmai acest tip de atitudine o face să fie foarte populară la un moment dat, copiii fiind geloși pe nepăsarea ei. Când a venit prima oară în clasa 402, a ales să stea cu Polly în bancă.

- Gabrielle Albaregga  este o fată care parcă ar copia-o pe Jordan în tot ce face, spune și gândește. De aceea, se ceartă adesea cu ea. Totuși, sunt prietene. Împreună cu ea și cu Nancy, formează un grup de prietene.

- Sanjay este un băiat de origini indiene, cu un accent mai deosebit. De câte ori un copil de la 402 îi cere ceva, Sanjay vrea neapărat ceva în schimb. Într-un episod, Sanjay o ajută pe Nancy la proiectul său despre India și o duce la el acasă. Deși Sanjay nu este elev în clasa 402, apare de multe ori în serial. Țara de unde provine este India.

- Tillie este o fată înaltă și roșcată, dar care nu prea are încredere în colegi. Ea crede că are mereu dreptate, chiar și atunci când toată lumea știe că se înșeală. Ea apare rar în episoade.

- Zack este unul dintre cei mai răi elevi din școală. Nancy i-a aplicat o corecție de judo și l-a doborât la pământ.

- Prostul Louie este unul dintre cei mai mari elevi de la clasa 400, unde a fost și Jessie în episodul "Soi rău". El i-a zis lui Jessie că "Mie mi se zice prostul Louie, nu știu de ce", și apoi Jessie l-a întrebat "Fiindcă nu ești prost?", el răspunzând "Nu, fiindcă nu mă cheamă Louie".

- Eddie este un bătăuș de la clasa 400 care se bătea cu Bruno tot timpul. Așa îi spunea Sylvia lui Jessie fiindcă nu înțelegea de ce se băteau și dorea să știe cât mai mult despre colegii săi. Însă de bine, de rău, amândoi (și Bruno, și Eddie) l-au salutat pe Jessie.

- Sylvia este o fată de la clasa 400 cu care Jessie se împrietenește, fiind și ea trimisă ca și Jessie la 400 drept pedeapsă. De reținut este faptul că ea era singura fată de la 400. Nu a fost niciodată vreo fată la această clasă, numai băieți au fost.

- Bruno este un băiat tot de la clasa 400, care se bătea cu Eddie tot timpul.

- Jeremy este un băiat care a avut o întâlnire cu Nancy într-un episod.

- Johann este un băiat din altă țară care a apărut în episodul în care clasa 402 vizitează muzeul de istorie.

- Lars Svenholm este un student de schimb venit din Maledonia. El face schimb cu Jessie în episodul "Nu schimbăm, nu returnăm", ducându-se în țara lui Lars, Maledonia, însă nu prea s-a adaptat acolo. Când a ajuns acolo, a și început să îi fie dor de casă.

### Profesori și angajați
- Domnișoara Gracie Graves este profesoara tuturor copiilor de la clasa 402. Ea este cea care face dreptate când Arthur îi păcălește pe ceilalți sau când Jessie minte. Tot ea este persoana care îl liniștește pe Vinnie și o sfătuiește pe Nancy. Toți copiii o strigă "Miss Graves", echivalentul în engleză al numelui. Ea nu o suportă pe asistenta Pitts, deoarece acesta nu știe să vorbească decât despre boli înfiorătoare. De aceea, ea se ferește să o ducă acasă și să o asculte.

- Doamna Amy Belinkoff este profesoara copiilor de la 407, clasa a II-a. Are o clasă de copii drăguți și cuminți, însă nu este o profesoară tocmai bună. Ea o înnebunește pe domnișoara Graves, dând-o pe fiica sa în clasa ei. Aceasta însă nu știe să zică altceva decât " nu știu", "nu-mi pasă", "miroase". Ea crede că toți copiii din clasa 402 sunt o gașcă de fraieri. Însă la sugestia prietenei sale, Gloria, apelează la cartea secretelor. Așa ajunge ea în grupa de majorete.
- Stuart Besser (Stewie), cunoscut și ca Domnul Besser, este directorul incompetent și naiv al școlii care umblă numai pe interes propriu și care citește de multe ori reviste cu numele de genul "Și tu poți găsi ca parteneră un supermodel", sau "Cum să-ți găsești o soție bogată". El se laudă foarte mult și le atrage de multe ori copiilor atenția în privința ținutei. El se căsătorește odată cu mătușa lui Vinnie și, până la urmă, se descoperă că nu are nici măcar puțin interes pentru acea familie. El este foarte bun prieten cu Polly și o ajută foarte mult la notele de la lucrări, cerând orice recompensă.

- Sora Pitts este asistenta școlii, care pune sănătatea pe primul loc. Ea îi îngrijește pe copii, povestind despre boli înfiorătore și despre spitale. Aceasta însă face la fel și cu domnișoara Graves în episodul "Crezi sau nu crezi". Aceasta este o asistentă care, atunci când prezintă un film, "Corpul tău se transformă", în loc să povestească rezumatul, ea îi face pe părinți să iasă afară din cauza poveștii ei cu un doctor de la școala de asistente. Atunci când Jessie minte că are alergie, ea crede că trebuie să-i facă șase injecții. Sora Pitts apare mai rar în episoade.

- Domnul Karl este profesorul copiilor de la clasa 400. Are cei mai răi copii din școală și cea mai murdară clasă. Într-un episod, Jessie este trimis în clasa acestuia de Domnul Besser, crezând că el a scris pe tăblița din fața mașinii textul "Besser, idiotul". Acesta se poartă frumos cu copiii, deoarece îi era frică mai ales de copiii din clasa sa. În clasa lui nu se dau teste, pe placul lui Jessie.

- Domnul Jackson este un tip cu capul în nori. A lucrat mult în școală: a fost bibliotecar, profesor de cor, înot și multe altele. Îi place să citească ziare și să asculte muzică, să construiască castele din cărți de joc. El se face uneori că nu îi aude pe ceilalți sau înțelege totul greșit. El crede că bicicletele de la târgul școlar sunt ale lui drept recompensă că a vândut bilete. El însă nu numără banii din sticle, deoarece credea că banii sunt pentru profesori.
- Marta este bucătăreasa școlii. Aceasta are o aluniță în apropierea gurii. Ea le servește copiilor mâncarea la cantină. Într-o zi, crezând că Arthur e un copil sărac, a încercat să îl ajute alături de colegul său, Roberto, donându-i haine, jucării și bani.
- Roberto este bucătarul școlii, care gătește absolut tot. Polly spune despre el că exagerează cu sarea, dar copiii îi agreează mâncarea. Uneori o mai înlocuiește pe Marta la cantină.
- Domnul Sorley este îngrijitorul. Acesta repară geamurile, curăță pe jos, desfundă toaletele și multe altele. Însă, când primește telefoane pentru o anumită urgență, se enervează și spune mereu că copiii fac numai tâmpenii, deși poate era chiar de la profesori. Acesta repară geamuri, mai ales în clasa domnului Karl.
- Domnul Collins este profesorul de sport. Acesta apare în episodul 8 al primului sezon. El este cel care preferă să citească un ziar și Polly să umfle mingile de baschet. Sau orice oră de sport decurge prin joc de baschet sau volei.

### Părinți și rude
- Doamna Roberta McCoy este mama lui Jessie. Îl iubește foarte mult și îl alintă de multe ori în fața colegilor. Ca să îl cumințească, ea îl amenință mereu că-l trimite la școala militară. De asemenea, e foarte strictă în ceea ce privește alimentația, spre deosebire de mama ei (bunica lui Jessie), care atunci când este vizitată de nepotul ei, are grijă să îl răsfețe cu cele mai gustoase prăjituri. Ea urmează un curs pentru a învăța cum să scrie povestea familiei ei.
- Doamna Ima Francis este mama lui Nancy. Este foarte modernă și șic. Ea crede despre fiica sa că e cea mai frumoasă și deșteaptă fată din clasă. Ea este cea care îl pedepsește pe un doctor atunci când fata sa este bolnavă. Doamna Francis are o părere despre fiecare colegă a lui Nancy: Jordan este "cea cu banii", Penny este "regina frumuseții". Ea are un stil care nu poate fi copiat de nimeni. Ea susține că "Nu poți să cumperi bunul gust".
- Domnul Nasta este tatăl lui Vinnie. Acesta consideră că fiul lui are întotdeauna dreptate. Atunci când este chemat la școală pe motiv că Vinnie înjură, i-a răspuns tot printr-o înjurătură. Sau pe motiv că Vinnie a desenat "două piscuri de munte" crede că desenul este superb și chiar îl apreciază. El nu o suportă pe sora mamei lui Vinnie deoarece își schimbă soțul în fiecare vacanță.
- Mătușa Marry este mătușa lui Arthur. Are o casă cu piscină, la care Arthur stă tot timpul.
- Doamna McShane este mama lui Polly. Ea are un accent mai deosebit și are exact aceleași pasiuni ca și Polly: lingurile și caprele. Ea îi spune "Polala". Aceasta participă la tot felul de cursuri: de făcut șnițele sau de muls lapte de capră. Ea crede că fetița sa este cea mai deșteaptă de la școală.
- Nana și Bunelul sunt bunicii lui Jessie. Aceștia însă îl alintă pe Jessie și îi fac toate plăcerile. Atunci cand părinții lui au plecat într-o călătorie, Jessie a stat la bunici și a mâncat: clătite, cârnați, napolitane, salată de cartofi etc. (ceea ce mama lui nu îi dădea voie). Bunelul are un fix cu degetul de la picior și cu proteza danturii. Aceștia sunt pasionați de filme cu animale și preferă să stea toată ziua în casă, cu picioarele în apă caldă.
- Sylvia și Soll sunt bunicii lui Nancy. Ei locuiesc la Miami, într-un complex de apartamente unde au piscină, restaurant, sală de biliard, dușuri speciale și multe altele. Nancy îi vizitează pentru a face baie în piscină, însă nu prea reușește din anumite cauze: nu are ecuson, cască, e ora pentru adulți, nu a făcut duș înainte de a intra în bazin. Soll, bunicul ei, face reclamații unor familii din cauza căreia au musculițe în casă. Bunica Sylvia își face operație la ochi pentru a arăta cu douăzeci de ani mai tânără și pentru a le face invidioase pe celelalte vecine. Însă rezultatul nu pare a fi unul pozitiv. Când și-a dat jos bandajele, a avut ochii mari care aproape că i-au ascuns toată fața. Însă, de rușine, toți au spus că este frumoasă, chiar dacă nu părea a fi așa.
- Tony Nasta este fratele lui Vinnie Nasta. Când trebuia să facă Vinnie un proiect cu Jessie, aceștia s-au certat că nu cădeau de acord în legătură cu cine să fie trecut primul sau al doilea pe afișul proiectului.

## Episoade

### Sezonul 1
| Nr. | Titlul în limba română                                | Titlul original                                               |
| --- | ----------------------------------------------------- | ------------------------------------------------------------- |
| 1   | Fiul lui Einstein                                     | Son of Einstein                                               |
| 2   | Bun venit la intersecția sigură                       | Welcome to Safety Corner                                      |
| 3   | Planeta gumei la mâna a doua                          | The Used Gum Chewer                                           |
| 4   | Omul comitet                                          | The One Man Committee                                         |
| 5   | Câtul                                                 | The Half Wit                                                  |
| 6   | Rinichi timizi                                        | Shy Kidney                                                    |
| 7   | Vă merge frigiderul?                                  | Is Your Refrigerator Running?                                 |
| 8   | Biblioteca Arthur Kenneth Vanderwall                  | The Arthur Kenneth Vanderwall Library                         |
| 9   | Prânz pe gratis                                       | Free Lunch                                                    |
| 10  | Milogul                                               | The Moocher                                                   |
| 11  | Fata din balonul de plastic                           | The Girl in the Plastic Bubble                                |
| 12  | Peste râu, prin mlaștină                              | Over the River and Through the Swamp                          |
| 13  | Coșmarul fotografiilor                                | Pretty as a Picture                                           |
| 14  | Regimul anti mucus, energizant, de curățare arterială | The Anti-Mucous Forming, Artery Clogging, Energy Zapping Diet |
| 15  | Polly, tot timpul Polly                               | All Polly, All the Time                                       |
| 16  | Linguri, păianjeni și fiare spațiale                  | Spoons, Spiders and Space Beasts                              |
| 17  | Mercur e retrograd                                    | Mercury in Retrograde                                         |
| 18  | Soi rău                                               | Bad Seed                                                      |
| 19  | Trebuie să fie un ponei                               | There Must Be A Pony                                          |
| 20  | Puiuțul doamnei McCoy                                 | Mrs McCoy's Baby Boy                                          |
| 21  | Enci benci                                            | Eenie Meenie                                                  |
| 22  | Bing, Bing, Bing și Boom                              | Bing, Bing, Bing and a Shot                                   |

### Sezonul 2
| Nr. | Titlul în limba română                          | Titlul original                                              |
| --- | ----------------------------------------------- | ------------------------------------------------------------ |
| 23  | Grădinița lui Arthur                            | The Hand That Rocks the Cradle                               |
| 24  | Acest cuvant groaznic este "vacanta"            | The Low Sodium, Adult Swim Only, Early Bird Special Vacation |
| 25  | Jessie cu ochelari                              | Jessie Magoo                                                 |
| 26  | Corpul tău se transformă                        | Your Body is Changing                                        |
| 27  | Am un iubit                                     | I Got a Boyfriend                                            |
| 28  | Micuța Bo-Beep (episod special de Halloween)    | The Peep and the Sheep                                       |
| 29  | Târgul școlar                                   | The School Fair                                              |
| 30  | O vizită la Nana și Bunelu'                     | A Visit to Nana and Pop-Pop's                                |
| 31  | Feng Shui                                       | Chi Whiz                                                     |
| 32  | Simon din Londra                                | Simon of London                                              |
| 33  | Iepurașul prostuț                               | The Dumb Bunny                                               |
| 34  | Crăciunul lui Nancy (episod special de Crăciun) | A Very Nancy Christmas                                       |
| 35  | Domnul Beeser Nemilosul Măcelar de Ficați       | Mr Beeser the Cold Hearter Liver Butcher                     |
| 36  | Alegerile                                       | The Election Story                                           |
| 37  | Gașca                                           | The Clique                                                   |
| 38  | ￼Gazotski                                       | The Gazotski                                                 |
| 39  | Băieții de cartier                              | The Sidewalk Boys                                            |
| 40  | Unchiul Cap-de-Mort                             | Uncle Bonehead                                               |
| 41  | Fetele și băieții veveriță                      | Squirrel Girls and Boys                                      |
| 42  | Nu știu, nu-mi pasă, miroase                    | Don't Know, Don't Care, Smells                               |
| 43  | Nu băga degetul în priză!                       | Don't Put Your Fingers in the Light Socket                   |
| 44  | Stors definitiv                                 | Squeezed Out                                                 |
| 45  | Numai cu invitație                              | By Invitation Only                                           |
| 46  | Îți pierzi răsuflarea                           | It Takes Your Breath Away                                    |
| 47  | Nu schimbăm, nu returnăm                        | No Refunds, No Exchanges                                     |
| 48  | Cartea secretelor                               | The Slam Book                                                |
| 49  | Shnitzey a murit                                | Shnitzey R.I.P                                               |
| 50  | Pentru cine sună clopoțelul                     | For Whom the Bell Tolls                                      |
| 51  | Crezi sau nu crezi                              | Believe It or Not                                            |
| 52  | Un IQ mare                                      | HIQ                                                          |

- Numele episoadelor de la 1 la 18 în română a sezonului al doilea nu sunt oficiale, ci traduse sau adaptate.